# Filosofia della cultura
La filosofia della cultura è una branca della filosofia che esamina l'essenza e il significato della cultura. 

## I primi discorsi moderni

### Romanticismo tedesco

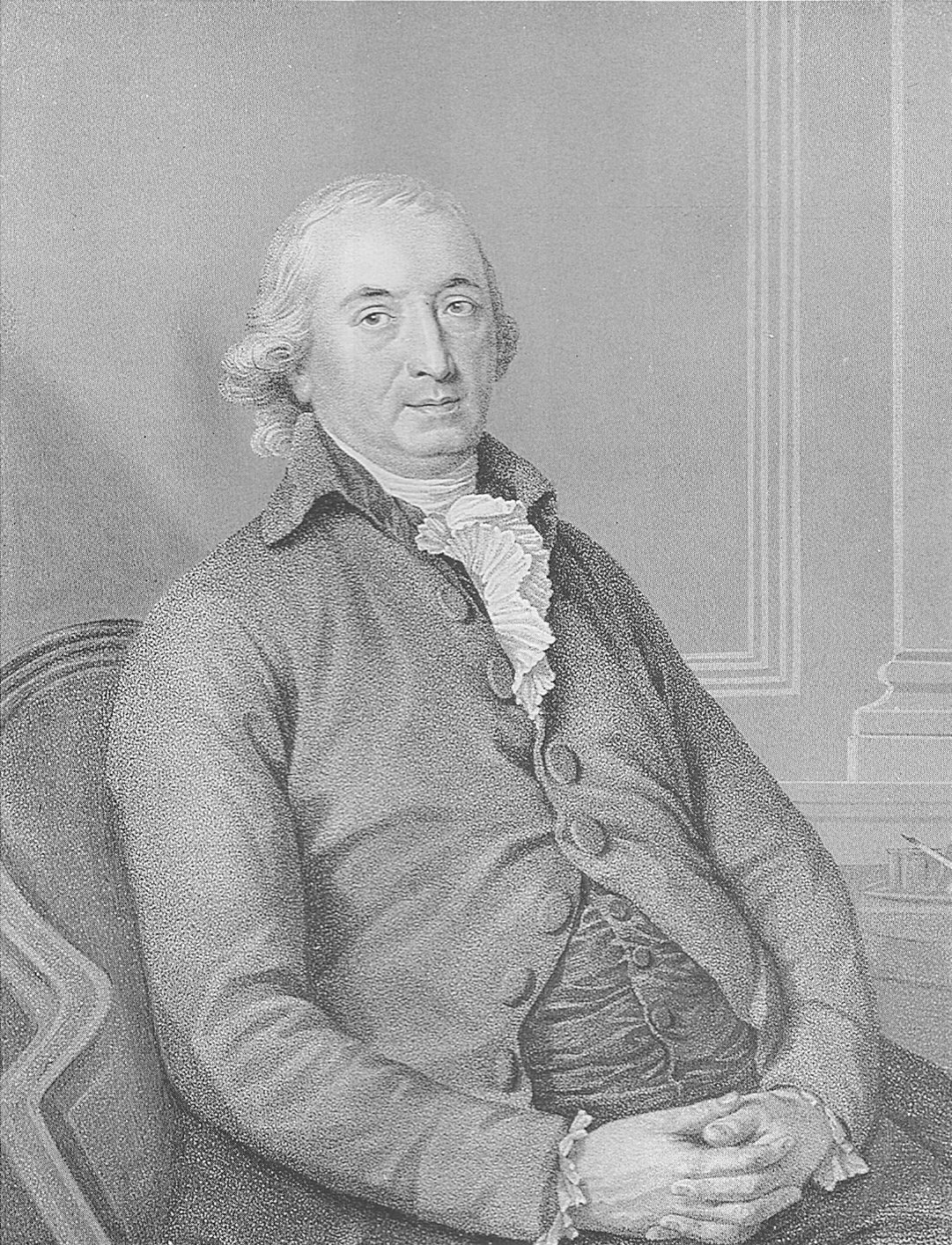
Johann Herder ha portato l'attenzione sulle culture nazionali.

Il filosofo tedesco Immanuel Kant (1724-1804) ha formulato una definizione individualista di "illuminazione" simile al concetto di bildung: "L'illuminazione è l'emergere dell'uomo dalla sua immaturità auto-sostenuta". Ha sostenuto che questa immaturità non deriva da una mancanza di comprensione, ma da una mancanza di coraggio nel pensare in modo indipendente. Contro questa codardia intellettuale, Kant ha esortato: Sapere aude, "Osa essere saggio!" In reazione a Kant, studiosi tedeschi come Johann Gottfried Herder (1744-1803) sostenevano che la creatività umana, che necessariamente assume forme imprevedibili e altamente diverse, è importante quanto la razionalità umana. Inoltre, Herder ha proposto una forma collettiva di bildung: "Per Herder, Bildung era la totalità delle esperienze che forniscono un'identità coerente e un senso di destino comune a un popolo".

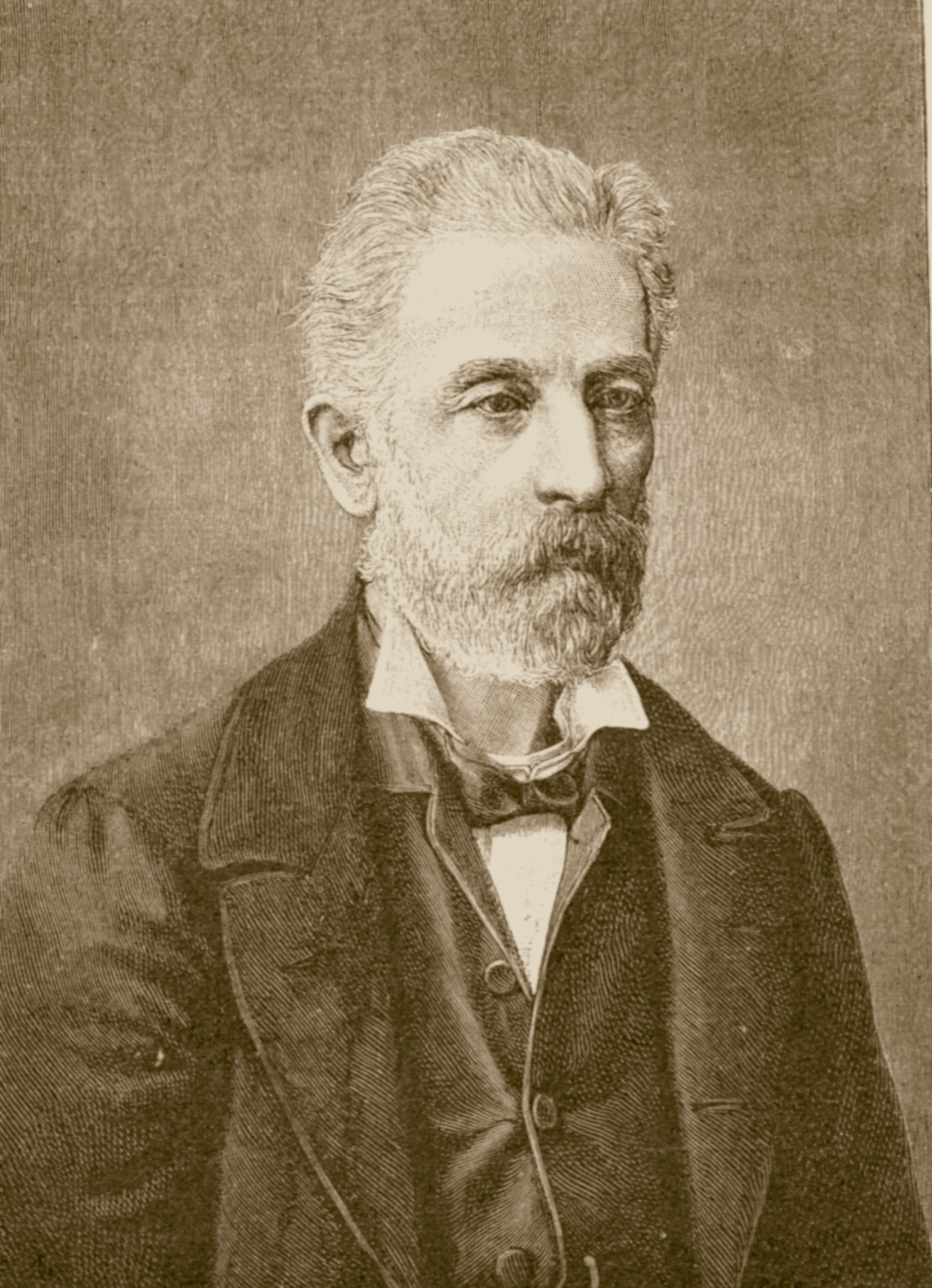
Adolf Bastian ha sviluppato un modello universale di cultura.

Nel 1795, il grande linguista e filosofo Wilhelm von Humboldt (1767-1835) richiedeva un'antropologia che sintetizzasse gli interessi di Kant e Herder. Durante l'era romantica, gli studiosi in Germania, in particolare quelli interessati ai movimenti nazionalisti, come la lotta nazionalista per creare una "Germania" dai diversi principati, e le lotte nazionaliste delle minoranze etniche contro l'Impero austro-ungarico, svilupparono una nozione più inclusiva di cultura come "visione del mondo" (Weltanschauung). Secondo questa scuola di pensiero, ogni gruppo etnico ha una visione del mondo distinta che è paragonabile con le visioni del mondo di altri gruppi. Sebbene questo approccio alla cultura era più inclusivo rispetto alle visioni precedenti, questo consentiva ancora la distinzione tra culture "civilizzate" e "primitive" o "tribali". 

Nel 1860, Adolf Bastian (1826-1905) sostenne "l'unità psichica dell'umanità". Ha proposto che un confronto scientifico di tutte le società umane rivelerebbe una visioni del mondo distinta e costituita dagli stessi elementi di base. Secondo Bastian, tutte le società umane condividono una serie di "idee elementari" (Elementargedanken); culture diverse, o diverse "idee popolari" (Völkergedanken), sono varianti locali delle "idee elementari". Questo punto di vista ha aperto la strada alla moderna comprensione della cultura. Franz Boas (1858-1942) è stato educato in questa tradizione che portò con sé quando lasciò la Germania per gli Stati Uniti. 

### Romanticismo inglese

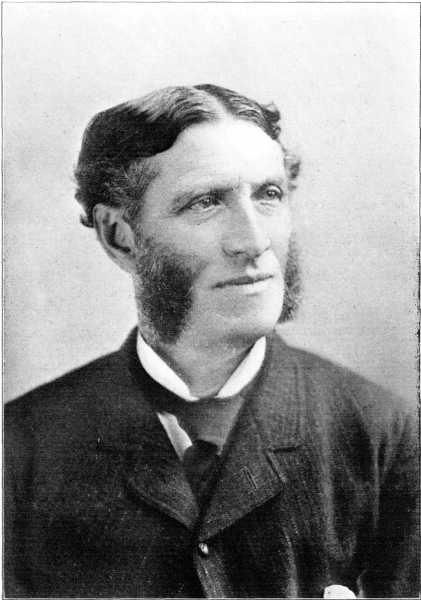
Il poeta e critico britannico Matthew Arnold vedeva la "cultura" come la coltivazione dell'ideale umanista.

Nel XIX secolo, umanisti come il poeta inglese e saggista Matthew Arnold (1822-1888) usarono la parola "cultura" per riferirsi a un ideale di raffinatezza umana individuale, "il meglio che è stato pensato e detto nel mondo." Questo concetto di cultura è paragonabile al concetto tedesco di bildung : "... la cultura è la ricerca della nostra totale perfezione attraverso la conoscenza, su tutte le questioni che più ci riguardano, il meglio che è stato pensato e detto nel mondo."  
In pratica, la cultura si riferiva a un ideale d'élite ed era associata ad attività come arte, musica classica e alta cucina. Poiché queste forme erano associate alla vita urbana, "cultura" veniva identificata con "civiltà" (dal lat. Civitas, città). Un altro aspetto del movimento romantico era l'interesse per il folklore, che ha portato a identificare una "cultura" non tra quelle de élite. Questa distinzione è spesso caratterizzata come quella tra cultura alta, cioè quella del gruppo sociale dominante, e cultura bassa. In altre parole, l'idea di "cultura" sviluppatasi in Europa durante il XVIII e l'inizio del XIX secolo rifletteva le disuguaglianze all'interno delle società europee.

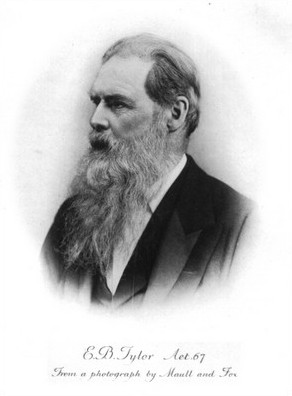
L'antropologo britannico Edward Tylor è stato uno dei primi studiosi di lingua inglese a usare il termine cultura in un senso inclusivo e universale.

Matthew Arnold contrapponeva la "cultura" all'anarchia; altri europei, seguendo i filosofi Thomas Hobbes e Jean-Jacques Rousseau, hanno contrapposto la "cultura" allo "stato di natura". Secondo Hobbes e Rousseau, i nativi americani conquistati dagli europei a partire dal XVI secolo vivevano in uno stato di natura; questa opposizione è stata espressa attraverso il contrasto tra "civilizzato" e "non civilizzato". Secondo questo modo di pensare, si potrebbero classificare alcuni paesi e nazioni come più civili di altre e alcune persone come più colte di altre. Questo contrasto ha portato alla teoria del darwinismo sociale di Herbert Spencer e alla teoria dell'evoluzione culturale di Lewis Henry Morgan. Proprio come alcuni critici hanno sostenuto che la distinzione tra culture alte e basse è realmente un'espressione del conflitto tra élite e non élite europea, alcuni invece hanno sostenuto che la distinzione tra persone civilizzate e non civilizzate è un'espressione reale del conflitto tra potenze coloniali europee e i loro coloni. 
Altri critici del XIX secolo, seguendo Rousseau, hanno accettato questa differenziazione tra cultura superiore e cultura inferiore, ma hanno visto la ricercatezza e la raffinatezza della cultura alta come sviluppo corruttivo e innaturale che oscura e distorce la natura essenziale delle persone. Questi critici consideravano la musica popolare (come prodotto del "popolo", cioè campagnoli, analfabeti, contadini) per esprimere onestamente uno stile di vita naturale, mentre la musica classica sembrava superficiale e decadente. Allo stesso modo, questa visione spesso dipingeva i popoli indigeni come "nobili selvaggi" che vivono vite autentiche e senza macchia, senza complicazioni e incorrotte dai sistemi capitalistici altamente stratificati dell'Occidente. 
Nel 1870 l'antropologo Edward Tylor (1832-1917) applicò queste idee di cultura superiore rispetto a cultura inferiori per proporre una teoria dell'evoluzione della religione. Secondo questa teoria, la religione si evolve da forme più politeiste a forme più monoteiste. Nel processo, ha ridefinito la cultura come un insieme diversificato di attività caratterizzanti tutte le società umane. Questo punto di vista ha aperto la strada alla moderna comprensione della cultura. 